# Municipio de Garfield (condado de Wabaunsee)
El municipio de Garfield (en inglés, Garfield Township) es un municipio del condado de Wabaunsee, Kansas, Estados Unidos. Tiene una población estimada, a mediados de 2021, de 573 habitantes.

## Geografía
Está ubicado en las coordenadas 38°52′32″N 96°26′33″O / 38.87556, -96.44250. Según la Oficina del Censo de los Estados Unidos, tiene una superficie total de 117.53 km², de la cual 117.15 km² corresponden a tierra firme y 0.38 km² están cubiertos de agua.

## Demografía
Según el censo de 2020, en ese momento había 561 personas residiendo en la zona. La densidad de población era de 4.79 hab./km². El 93.23 % de los habitantes eran blancos, el 0.53 % eran afroamericanos, el 1.25 % eran amerindios, el 1.25 % eran de otras razas y el 3.74 % eran de una mezcla de razas. Del total de la población, el 4.10 % eran hispanos o latinos de cualquier raza.